# Challenger de Oeiras 2023
El torneo Open de Oeiras 2023 fue un torneo de tenis perteneció al ATP Challenger Tour 2023 en la categoría Challenger 125. Se trató de la 8ª edición; el torneo tuvo lugar en la ciudad de Oeiras (Portugal), desde el 17 hasta el 23 de abril de 2023 sobre pistade tierra batida al aire libre.

## Jugadores participantes del cuadro de individuales
| Favorito | País                 | Jugador               | Rank1 | Posición en el torneo |
| -------- | -------------------- | --------------------- | ----- | --------------------- |
| 1        | Bandera de Francia   | Adrian Mannarino      | 47    | Segunda ronda         |
| 2        | Bandera de Francia   | Alexandre Müller      | 96    | Segunda ronda         |
| 3        | Bandera de Austria   | Sebastian Ofner       | 120   | Semifinales           |
| 4        | Bandera de Argentina | Juan Manuel Cerúndolo | 123   | FINAL                 |
| 5        | Bandera de Portugal  | João Sousa            | 146   | Primera ronda         |
| 6        | Bandera de Japón     | Kaichi Uchida         | 160   | Cuartos de final      |
| 7        | Bandera de Hungría   | Zsombor Piros         | 167   | CAMPEÓN               |
| 8        | Bandera de Italia    | Andrea Vavassori      | 176   | Cuartos de final      |

- 1 Se ha tomado en cuenta el ranking del 10 de abril de 2023.

### Otros participantes
Los siguientes jugadores recibieron una invitación (wild card), por lo tanto ingresan directamente al cuadro principal (WC):
- Henrique Rocha
- Pedro Sousa
- Duarte Vale

Los siguientes jugadores ingresan al cuadro principal tras disputar el cuadro clasificatorio (Q):
- Cezar Crețu
- Jaime Faria
- Billy Harris
- Pablo Llamas Ruiz
- Daniel Mérida
- Petr Nouza

## Campeones

### Individual Masculino
- Zsombor Piros derrotó en la final a  Juan Manuel Cerúndolo, 6–3, 6–4

### Dobles Masculino
- Victor Vlad Cornea /  Franko Škugor derrotaron en la final a  Marcelo Demoliner /  Andrea Vavassori, 7–6(2), 7–6(4)